# Подгурский, Иван Николаевич
Иван Николаевич Подгурский (бел. Іван Мікалаевіч Падгурскі; 27 января 1965, д. Ректа, Климовичский район, Могилевская область, БССР) — белорусский государственный деятель, первый заместитель Министра внутренних дел Республики Беларусь — начальник криминальной милиции (2016—2020). Генерал-майор милиции (2017).

## Биография
Родился 27 января 1965 года в д. Ректа Климовичского района Могилевской области. Мать Мария Михайловна работала педагогом, заведующей библиотекой.
В 1983—1986 годах проходил службу в Вооруженных силах СССР на Балтийском флоте.
В органах внутренних дел с 1988 года.
В 1988 году с отличием окончил Минскую специальную среднюю школу милиции имени М. В. Фрунзе МВД СССР.
В 1988—1990 годах был командиром взвода милиции отдела ведомственной охраны при Первомайском РОВД г. Бобруйска.
В 1991—2002 годах проходил службу в различных должностях — от оперуполномоченного группы уголовного розыска до первого заместителя начальника Советского РУВД г. Минска — начальника криминальной милиции.
В 1993 году с отличием окончил Академию МВД Республики Беларусь.
С 2002 по 2005 годы возглавлял Фрунзенское РУВД г. Минска.
С февраля по ноябрь 2005 года был заместителем начальника главного управления по борьбе с организованной преступностью и коррупцией (ГУБОПиК) МВД Республики Беларусь — начальником управления по борьбе с организованной преступностью и коррупцией по г. Минску и Минской области. Затем был назначен заместителем начальника криминальной милиции ГУВД Мингорисполкома по оперативно-розыскной работе.
С 2008 года проходил службу в главном управлении уголовного розыска криминальной милиции МВД Республики Беларусь, в 2010 году возглавил его.
С 2011 года по 12 апреля 2013 года руководил управлением внутренних дел на транспорте Министерства внутренних дел Республики Беларусь.
С 12 апреля 2013 года по 15 декабря 2016 года был начальником Департамента обеспечения оперативно-розыскной деятельности Министерства внутренних дел Республики Беларусь.
С 15 декабря 2016 года по 30 января 2020 года работал первым заместителем Министра внутренних дел Республики Беларусь — начальником криминальной милиции.
4 марта 2017 года присвоено специальное звание генерал-майора милиции.
30 января 2020 года уволен в запас по возрасту.

## Награды
- орден «За службу Родине» III степени (2019)[6],
- медаль «За отличие в охране общественного порядка» (2017)[7],
- медаль «За безупречную службу» III степени,
- медаль «За безупречную службу» II степени,
- медаль «За безупречную службу» I степени.